# Pedał (lotnictwo)

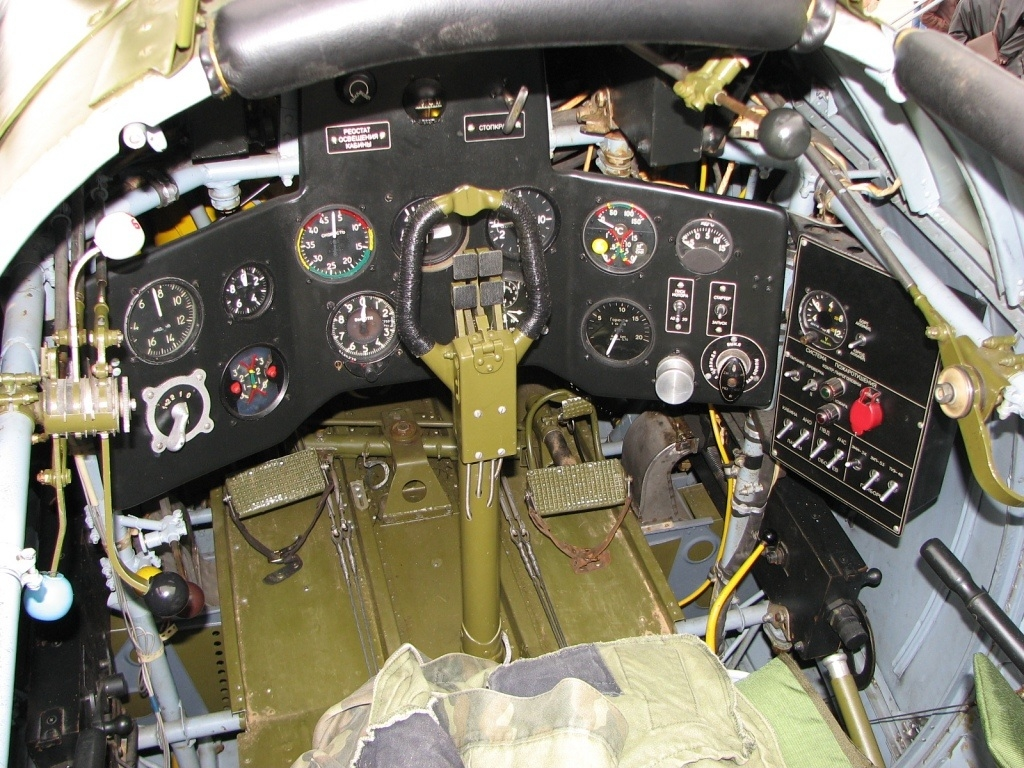
Pedały (pod instrumentami samolotu)

Pedały – urządzenia sterownicze, obsługiwane nogami, przeznaczone do wychylania steru kierunku statku powietrznego, stosowane w orczyku lub jako samodzielne urządzenia zamiast niego. Pedały są sprzężone ze sobą w ten sposób, że wychylenie jednego pedału w przód powoduje przesunięcie drugiego pedału ku tyłowi.
W samolotach ze zdublowanym układem sterowania (np. szkolno-treningowych, transportowych i pasażerskich) pedały obu pilotów są połączone, np. za pomocą cięgieł i wału. W mechanizmie pedałów jest montowane urządzenie uruchamiające hamulce kół.